# Dominique Mendelsohn
Dominique Mendelsohn (1916-1976), devenu Dominique Arnaud après la guerre, fut un agent français du Special Operations Executive, pendant la Seconde Guerre mondiale.

## Éléments biographiques
- 1916 : naissance le 24 juillet 1916[1].
- 1936 : licence en droit.
- 1936-1938 : service militaire.
- 1938 : lors des événements de Munich, il est rappelé dans l'armée.
- 1940 : mobilisé. Démobilisé le 22 juillet. Il se rend en zone libre pour prendre contact avec la Résistance. Il devient agent de propagande (distribution de tracts et de journaux, collecte de fonds), puis agent de liaison pour le centre régional de Lyon.
- 1942 : en juin, il est contacté par le SOE et entre dans un réseau action. Il est arrêté le 31 octobre par la police d'État et condamné à un an de prison et à 12 000 francs d'amende.
- 1943 : à sa sortie de prison le 3 septembre, il reprend son activité. Il devient l'adjoint d'Henri Sevenet, chef du réseau Mathieu-DETECTIVE opérant dans les départements d'Ariège, d'Aude et de Pyrénées-Orientales, où il organise des parachutages et des transports d'armes. Le 31 décembre, il quitte la France pour aller en Angleterre.
- 1944 : il arrive en Angleterre le 17 avril[2]. Volontaire pour une nouvelle mission, il suit l'entraînement d'agent dans les Special training schools. Le 1er septembre, il est parachuté en France, à onze kilomètres au sud-est d'Auberive (Haute-Marne)[3]. Il vient remplacer dans cette région le chef du réseau André-GLOVER, René-Jean Guiraud « André » qui a été arrêté le 28 juin. En un mois, il organise des groupes qui prennent part avec lui à la prise de la citadelle de Langres. Il organise avec succès le sabotage d'un pont stratégique miné par les troupes allemandes en retraite. Le 2 novembre, il retourne en Angleterre.
- 1972 : il apporte son témoignage à André Gillois pour le livre Histoire secrète des Français à Londres de 1940 à 1944 (26 février). Il est alors avocat.
- 1976 : il meurt.

## Reconnaissance
Dominique Mendelsohn a reçu les distinctions suivantes :
France
- Chevalier de la légion d'honneur ;
- Croix de guerre 1939-1945, avec palme.

Royaume-Uni
- Military Cross

## Identités
- État civil : Dominique Arnaud Étienne Mendelsohn, devenu Dominique Arnaud par décret, après la guerre.
- Comme agent du SOE :
  - Nom de guerre (field name) : « Benjamin »
  - Nom de code opérationnel : BROKER (en français AGENT DE CHANGE)

### Sources et liens externes
- Fiche Dominique Mendelsohn sur le site Special Forces Roll of Honour.
- Lt. Col. E.G. Boxshall, Chronology of SOE operations with the resistance in France during world war II, 1960, document dactylographié (exemplaire en provenance de la bibliothèque de Pearl Witherington-Cornioley, consultable à la bibliothèque de Valençay). Voir sheet 9, VENTRILOQUIST CIRCUIT, sheet 10, DETECTIVE CIRCUIT et sheet 29, GLOVER CIRCUIT.
- (en) M. R. D. Foot, SOE in France an account of the work of the British Special Operations Executive in France, 1940-1944, London London Portland, OR, Whitehall History Pub. Frank Cass, 2004 (ISBN 978-0-714-65528-4). Traduction en français par Rachel Bouyssou de Jacques Baudou et Jean-Jacques Schleret, Le Vrai Visage du Masque, vol. 1, Paris, Futuropolis, 1984, 476 p. (OCLC 311506692). Ce livre présente la version officielle britannique de l’histoire du SOE en France.
- André Gillois, Histoire secrète des Français à Londres de 1940 à 1944, Hachette, 1973